# الشيخ الحداد
محمد أمزيان بن علي الحداد (30 نوفمبر 1789 - 29 أبريل 1873) هو زعيم المقاومة وهو قائد ديني مسلم صوفي من متبعين الطريقة الرحمانية، ولد بصدوق في الجزائر وأصله من بجاية ويعد من أهم زعماء ثورة 1871التي شارك فيها ثلث الجزائريين آنذاك. وهو من أهم المقاومين في القرن التاسع عشر في الجزائر بجانب الشيخ المقراني. توفي  في سجن بقسنطينة.

## حياته
انتقلت أسرته من بني منصور واستقرت في ايغيل إيمولة بالضفة الغربية لوادى الصومام بالجزائر ومنها إلى بلدة صدوق. وفيها امتهن جده حرفة الحدادة لذلك أطلقت على الأسرة تسمية الحداد. تعلم الشيخ محمد أمزيان في الزاوية التي أسسها والده علي الحداد في صدوق فحفظ القرآن وتعلم قواعد اللغة العربية ومنها انتقل إلى زاوية الشيخ أعراب في جبال جرجرة التي قضى فيها وقتا طويلا أضاف إلى معارفه العلمية علوما إسلامية أخرى، وفي نهاية المطاف أخذ الميثاق على خليفة السيد محمد بن عبد الرحمن في زاوية سيدي علي بن عيسى بجرجرة، وعند عودته إلى أهله تولى تسيير زاوية أبيه، وقد اختاره أهله أن يكون إماما على قرية صدوق ومعلما للاطفال في جامع المدينة وأصبح بعد ذلك خليفة لطريقة محمد بن عبد الرحمن. وقد ساهم الشيخ الحداد ومن خلاله الطريقة الرحمانية مساهمة كبيرة وفعالة في دعم الشيخ المقراني وذلك بإكسابها تأييدا شعبيا واسعا، مكنها من الصمود أمام الجيوش الفرنسية. وقد أعتبر أن ثورة الحداد وإخوانه في 8 أبريل 1871هي أهم وأخطر حدث في هذه الثورة وبعد سلسلة من المعارك، ألقي عليه القبض من طرف قوات الجنرال الألماني في 24 يونيو 1871 بعد مقاومة قوية ضد العدو الفرنسي وقد سجن في قلعة بارال في بجاية وحوكم بقسنطينة هو وابناؤه والكثير من طلبته ومريديه وتم نفيهم إلى كاليدونيا. حيث وافته المنية آخر شهر أبريل 1873.

## ثورة 1871
سبب اندلاع الثورة هو سقوط حكومة نابليون الثالث اثر هزيمة فرنسا في الحرب السبعينية مع ألمانيا ولاجراءات التي اتخذتها الحكومة المؤقتة بالنسبة للجزائر في عام  1870، فاستاءت الطبقة العاملة في المناطق الخاضعة للإدارة غير المباشرة وكان محمد المقراني قد قرر الاستقالة من خدمة فرنسا سبب فقده مكانته الاجتماعية ومن هنا بدء البحث الاسترجاع هيبته فهو رجل سياسي ولا يمتلك الشعبية الكافية للدخول في ثورة، وفي المقابل كان الشيخ الحداد رجل ديني وله شعبية كبيرة من تباع الطريقة الرحمانية. وفي اثناء ذلك توطدت صلة المقراني بالشيخ ابن الحداد فاتفق معه في فبراير 1871 على الثورة فاعلناها في اوائل افريل، وأكثر المجاهدين من الاخوان الذين يتبعون الطريقة الرحمانية التي انتشرت في البلاد على يد الشيخ ابن الحداد. وقد أعلنت الثورة في السوق بعد صلاة الجمعة حيث قال الحداد: (سنرمي فرنسا إلى البحر كما ألقي عصاي هذه) ثم أعلن الجهاد.

## الرحمانية
هي طريقة صوفية جزائرية سميت هكذا نسبتاً لمحمد ابن عبد الرحمان الكشتولي الجورجوري الأزهري أبو كبرين تعلم الدين في العاصمة الجزائرية وفي الأزهر، وذهب للهند والسودان لنشر العلم. الرحمانية هي فرع من الخلوطية، وعائلة المؤسس من عشيرة أيت أسماعيل وهي في منطقة جورجورة القبيلية. حين عاد للجزائر أسس الزاوية ومن هنا بدء بتعليم الدين والطريقة الرحمانية ولهذا بدأت الزاوية تاخذ اهتماماً كبيرا لكونها أصبحت مكاناً هاماً لاجتماعات الجهاد والخطاب الديني. توفي محمد ابن عبد الرحمان الكشتولي الجورجوري الأزهري أبو كبرينعام عام 1793.